# 钟秀西路站
鍾秀西路站是南通轨道交通2号线的地铁车站，位于中华人民共和国江苏省南通市崇川区濠西路与鍾秀西路交叉口地下，于2023年12月27日开通。

## 车站结构
鍾秀西路站沿濠西路设置，呈南北走向，为地下二层岛式站台车站。车站地下一层为站厅层，地下二层为站台层，车站北侧设有停车避让线和列车折返线。
| 地面              | 出入口 | 1-7出入口                                                                                           |
| 地下一层          | 站厅   | 客服中心、自动售票机、验票机                                                                        |
| 地下二层          | 站台层 | \| \| \| 2号线往幸福（北城大橋） \| \| 島式 · 開左邊车门 \| \| \| \| \| \| 2号线往先锋（和平橋） \| |
|                   |        | 2号线往幸福（北城大橋）                                                                             |
| 島式 · 開左邊车门 |        | |
|                   |        | 2号线往先锋（和平橋）                                                                               |

## 车站出口
鍾秀西路站共设7个出口，各出口及周围设施如下所示：
| 编号                | 周边信息                                               | 照片  | 无障碍设施 |
| ------------------- | ------------------------------------------------------ | ----- | ---------- |
| 1 · 出口 · （设有） | 濠西路（西）、钟秀西路（南）、百花军宅苑               | 1号口 |            |
| 2 · 出口            | 濠西路（东）、锦城路（北）、华侨花苑、中国珠算博物馆   |       | 不適用     |
| 3 · 出口            | 濠西路（东）、濠锦路（南）、锦城苑                     |       | 不適用     |
| 4 · 出口            | 钟秀中路（南）、濠西路（东）、北濠新村、南通市实验小学 |       | 不適用     |
| 5 · 出口 · （设有） | 濠西路（东）、钟秀中路（北）                           | 5号口 |            |
| 6 · 出口            | 钟秀西路（北）、濠西路（西）                           |       | 不適用     |
| 7 · 出口            | 钟秀西路（南）、濠西路（西）、百花军宅苑               |       | 不適用     |
| 图例： 设有         |                                                        |       |            |

## 接驳交通

### 公交车
K1路、游1路、D9路、16路、41路、51路、53路、57路、77路、601路、609路、81路、605路、603路、D8路、24路

## 车站历史
该站规划与建设时名称为鍾秀路站，开通前更名为鍾秀西路站。
- 2020年8月14日，正式站名公布，本站命名为鍾秀西路站[3]。
- 2023年12月27日，随2号线一期工程通车一同开通[1]。